# Tilstone Fearnall
Tilstone Fearnall är en by i civil parish Tiverton and Tilstone Fearnall, i distriktet Cheshire West and Chester, i Storbritannien. Den ligger i grevskapet Cheshire och riksdelen England, i den södra delen av landet, 250 km nordväst om huvudstaden London. Tilstone Fearnall var en civil parish 1866–2015 när blev den en del av Tiverton and Tilstone Fearnall och Rushton. Civil parish hade 150 invånare år 2011. Byn nämndes i Domedagsboken (Domesday Book) år 1086, och kallades då Tidulstane.